# Bondansträsk
Bondansträsk är en sjö i Gotlands kommun i Gotland och ingår i Gothemån-Snoderåns kustområde. Sjön har en area på 0,288 kvadratkilometer och ligger 1,1 meter över havet. Bondansträsk ligger i Langhammars Natura 2000-område. Vid provfiske har abborre och mört fångats i sjön.

## Delavrinningsområde
Bondansträsk ingår i det delavrinningsområde (642905-169830) som SMHI kallar för Rinner till Kyrkviken. Avrinningsområdets medelhöjd är 7 meter över havet och ytan är 23,21 kvadratkilometer. Det finns inga delavrinningsområden uppströms utan avrinningsområdet är högsta punkten. Delavrinningsområdets utflöde mynnar i havet, utan att ha någon enskild mynningsplats.